# Gervasio Antonio de Posadas
Gervasio Antonio de Posades (ur. 18 czerwca 1757, zm. 2 lipca 1833) – prezydent Argentyny w latach 1814–1815.

## Życiorys
Rozpoczął naukę w klasztorze San Francisco. Następnie studiował prawo. W 1789 roku został mianowany notariuszem. Miesiąc później został prokuratorem miasta Buenos Aires. Od 31 stycznia 1814 roku do 9 stycznia 1815 roku był prezydentem Argentyny. W 1829 roku zaczął pisać swoje wspomnienia. Zmarł 2 lipca 1833 roku.